# Kärleken är evig
Kärleken är evig är ett studioalbum från 1986 av Lena Philipsson. Det var hennes debutalbum. Albumet placerade sig som högst på 4:e plats på den svenska albumlistan.

## Låtlista
1. Kärleken är evig
2. Åh Amadeus
3. Det är här jag har mitt liv
4. Stanna här hos mej
5. Vindarnas väg
6. Jag sänder på min radio
7. Jag känner ("Ti sento", Matia Bazar)
8. Oskuldens ögon (Leonid Derbenjov)
9. Om kärleken är blind
10. Löpa linan ut
11. Segla
12. Helene

## Listplaceringar
| Lista (1986) | Topplacering |
| ------------ | ------------ |
| Sverige      | 20           |